# Microregiunea Tab
Microregiunea Tab (în maghiară Tabi kistérség) a fost o microregiune statistică (kistérség) din județul Somogy, Ungaria.
Cu o populație de 12.716 locuitori și o suprafață de 427,24 km2, aceasta a existat până în 2014, când în Ungaria, microregiunile ”kistérségek” au fost înlocuite de districte (járások).